# Blyzňucký rajón
Blyzňucký rajón (ukrajinsky Близнюківський район) byl rajón v Charkovské oblasti na Ukrajině. Hlavním městem bylo Blyzňuky a rajón měl přibližně 18 tisíc obyvatel. 

## Sídla v rajónu
- Blyzňuky